# Boda hindú

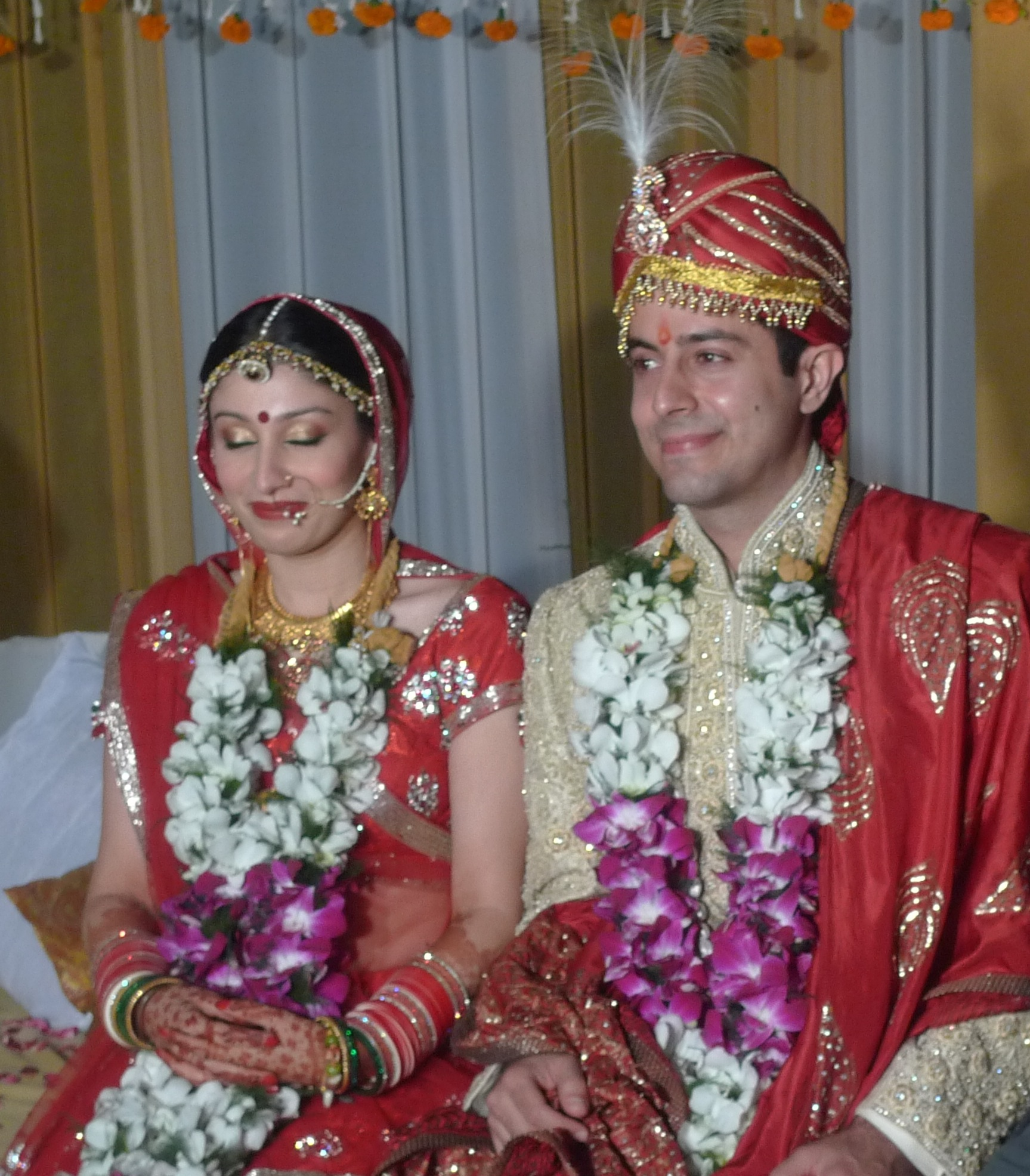
Boda hindú con la novia y el novio vestidos con el tradicional vestido del norte de la India.

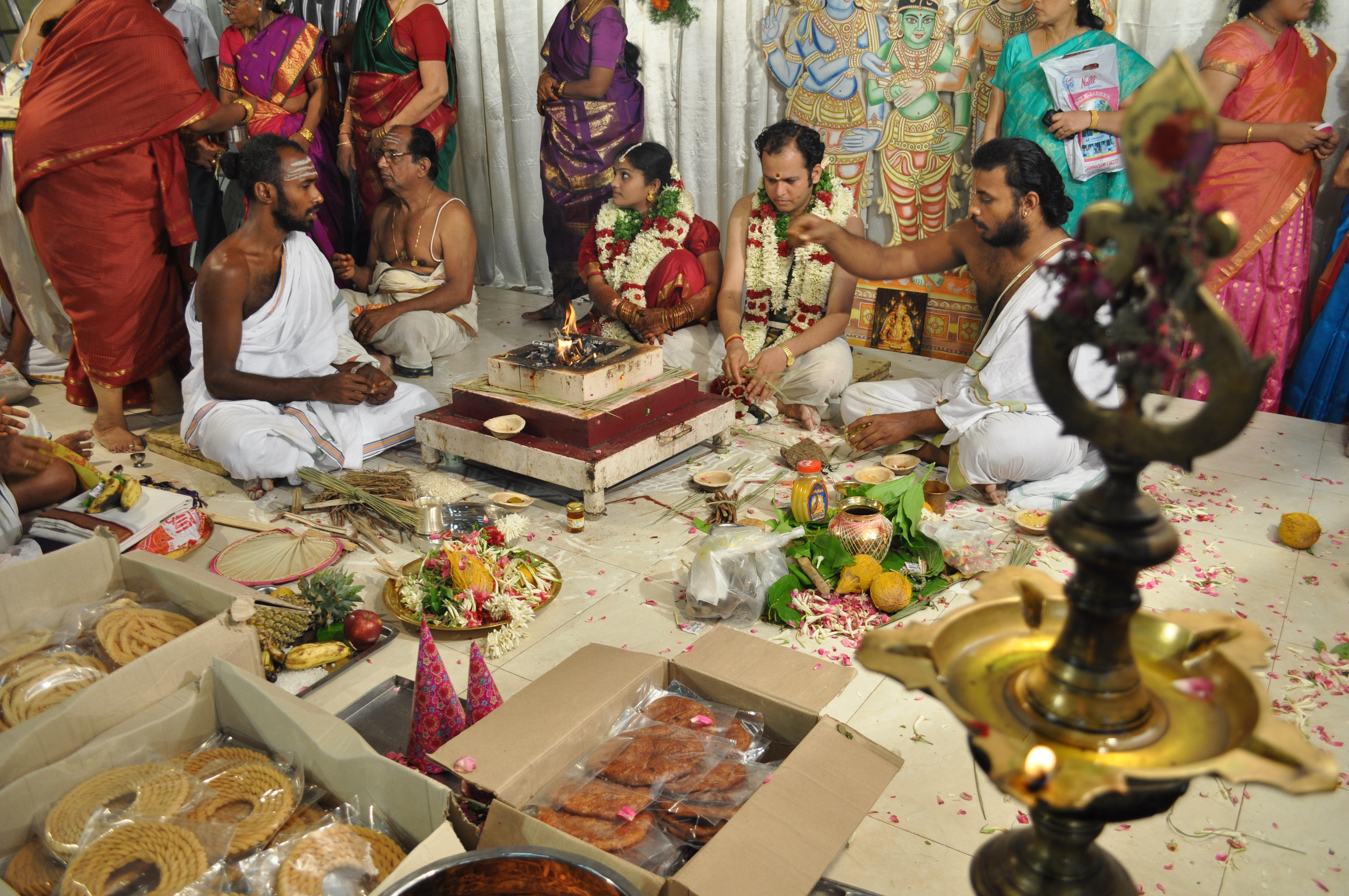
Ceremonia de matrimonio hindú brahmán tamil.

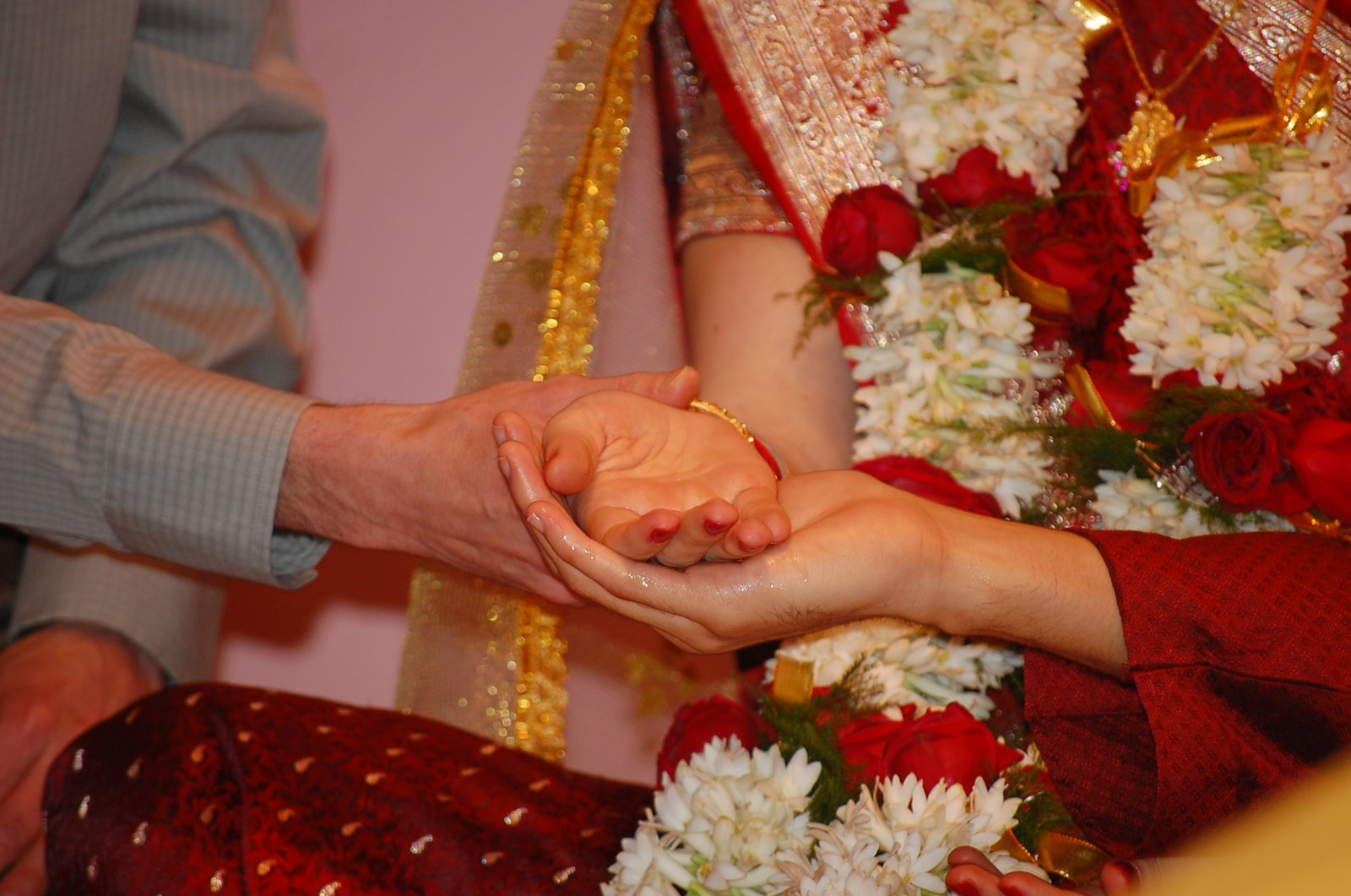
Kanyadan, ritual clave donde el padre "regala" a la hija al novio. La mano del padre está a la izquierda y la novia y el novio están a la derecha.

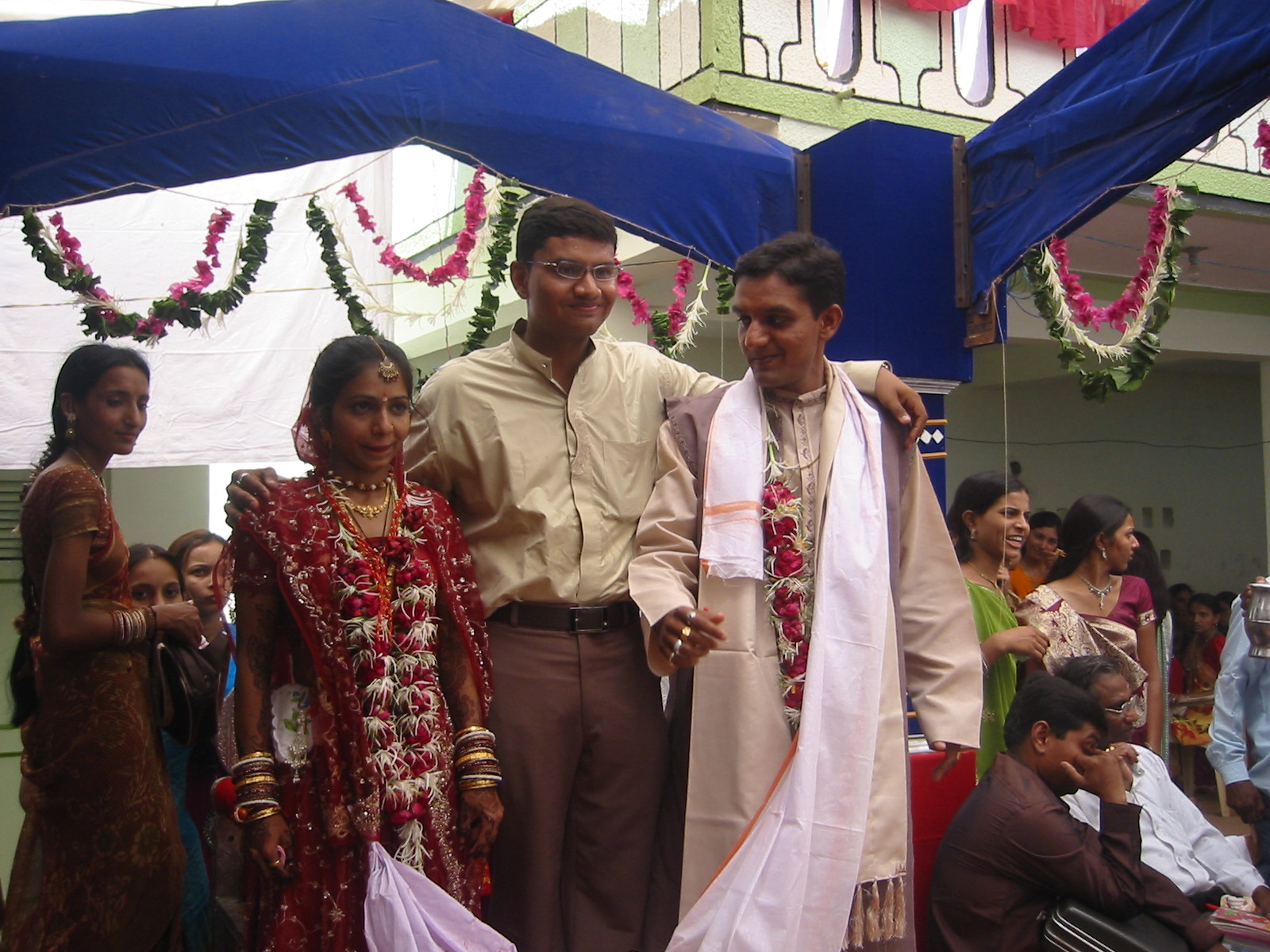
Pareja hindú de Guyarat en ceremonias posteriores a la boda, después del Saptapadi. La ropa atada representa el vínculo de por vida, formado durante el ritual de las siete promesas con el fuego como testigo.

Una boda hindú, boda hinduista, también conocida como vivaha (sánscrito: विवाह; o vivaaha), lagna (लग्न) o kalyanam (कल्याणम्), es la ceremonia tradicional de la boda para los hindúes. Las ceremonias de la boda son muy coloridas, y las celebraciones pueden extenderse durante varios días. Las entradas a las casas del novio y de la novia, puertas, paredes, pisos o tejados pueden estar decorados con colores, flores y otros ornamentos.
La palabra vivāha se originó como una unión sagrada de personas según las tradiciones védicas, es decir, lo que suele llamarse matrimonio, pero basado en leyes cósmicas y prácticas antiguas. Según las tradiciones hindúes védicas, el matrimonio es visto como uno de los saṁskāras, que son compromisos de por vida de una esposa y un esposo. En la India, se ha considerado que el matrimonio fue diseñado por el cosmos y considerado como una unidad sagrada atestiguada por el fuego. Así, la ceremonia del matrimonio se realiza en un templo o salón especial alrededor del fuego sagrado homa. Las familias hindúes han sido tradicionalmente patrilocales.

## Rituales
Los rituales y procesos de una boda hindú varían mucho según la región y la comunidad. Sin embargo, la ceremonia de boda hindú, en su esencia, es un ritual de yajña védico y tres rituales clave, casi universales: Kanyadan, Panigrahana y Saptapadi, que son, respectivamente, regalar a la hija por parte del padre, tomarse de la mano voluntariamente cerca del fuego para significar unión, y dar siete 'pasos antes del fuego'. 
Cada 'paso' es un circuito completo del fuego. Siete pasos antes de que Dios y los dioses consagren la santa unión de marido y mujer. En cada paso, se hacen votos entre sí. El principal testigo de un matrimonio hindú es la deidad del fuego (o el Fuego Sagrado) Agni, en presencia de familiares y amigos. La ceremonia se lleva a cabo tradicionalmente, en su totalidad o al menos parcialmente, en sánscrito, considerado por los hindúes como el idioma de las ceremonias sagradas. También se puede utilizar el idioma local de los novios. Los rituales están prescritos en el sutra Gruhya compuesto por varios rishis como Baudhayana y los Ashvalayana.
Los rituales y celebraciones antes y después de la boda varían según la región, la preferencia y los recursos del novio, la novia y sus familias. Pueden variar desde un día hasta duraciones de varios días. Las ceremonias previas a la boda incluyen el compromiso, que implica la vagdana (esponsales) y la lagna-patra (declaración escrita), y la llegada del grupo del novio a la residencia de la novia, a menudo como una procesión formal con danzas y música. Las ceremonias posteriores a la boda pueden incluir Abhishek, Anna Prashashan, Aashirvadah y Grihapravesa: la bienvenida de la novia a su nuevo hogar. La boda marca el comienzo de la etapa de la vida Grihastha (cabeza de familia) para la nueva pareja.
En la India, por ley y tradición, ningún matrimonio hindú es vinculante o completo hasta que la novia y el novio completen juntos el ritual de los siete pasos y los votos en presencia del fuego (Saptapadi). Sin embargo, este requisito está en debate, dado que varias comunidades hindúes (como los nairs de Kerala o los bunts de Tulu Nadu) no observan estos ritos.